# Neocinnamomum lecomtei
Neocinnamomum lecomtei är en lagerväxtart som beskrevs av H. Liu. Neocinnamomum lecomtei ingår i släktet Neocinnamomum och familjen lagerväxter. Inga underarter finns listade i Catalogue of Life.